# Madison (Missouri)
Madison – miasto w Stanach Zjednoczonych, w stanie Missouri, w hrabstwie Monroe.